# Black and White (album)
Pour les articles homonymes, voir Black and White.
Albums de The Stranglers
No More Heroes
(1977) The Raven
(1979)
Black and White est le troisième album du groupe The Stranglers sorti en mai 1978 sur le label United Artists Records et réédité en 2004 sur le label EMI.

## Titres
1. Tank - 2:54
2. Nice N' Sleazy - 3:11
3. Outside Tokyo - 2:06
4. Sweden (All Quiet On The Eastern Front) - 2:47
5. Hey! (Rise Of The Robots) - 2:13
6. Toiler On The Sea - 5:23
7. Curfew - 3:10
8. Threatened - 3:30
9. Do You Wanna
10. Death And Night And Blood - 5:25
11. In The Shadows - 4:15
12. Enough Time - 4:16

Toutes les chansons sont signées The Stranglers et publiées chez Albion Music/April Music en 1978.
Lors de la réédition en CD de 2001, six titres bonus ont été rajoutés :
1. Mean to Me
2. Walk On By
3. Shut Up
4. Sveridge
5. Old Codger
6. Tits

## Musiciens
- Hugh Cornwell, guitares et chant
- Jean-Jacques Burnel, basse et voix
- Dave Greenfield, claviers et voix
- Jet Black, batteries et percussions
- Laura Logic joue du saxophone sur Hey!